# Harald Høst
Harald Emil Høst (28. november 1835 i Nyborg – 2. april 1908 på Frederiksberg) var en dansk jurist og politiker.
Høst var søn af amtstuefuldmægtig Peter Christian Abildgaard Høst og Sophie Henriette f. Schalburg og fødtes 28. november 1835 i Nyborg. Han blev student fra Odense Katedralskole 1855, juridisk kandidat 1861, var derpå retsbetjent- og sagførerfuldmægtig indtil 1865, derefter prøveprokurator og senere prokurator med bopæl i Fuglebjerg indtil 1871, dernæst til 1878 sorenskriver på Færøerne, hvor han var medstifter af bladet Dimmalætting og medlem af Lagtinget, 1878-86 borgmester og byfoged i Hjørring og herredsfoged i Vennebjerg Herred, hvorfra han 1886 forflyttedes til Embedet som Byfoged i Helsingør. Senere blev han birkedommer i Københavns søndre Birk. Han valgtes i december 1884 til landstingsmand for 7. kreds ved et suppleringsvalg. Efter valgperiodens udløb 1890 valgtes han 1891 i 2. kreds ved et suppleringsvalg. Uden at stå i forreste linje i det politiske liv hørte Høst til Landstingets solide arbejdskræfter og var bl.a. ordfører for lovforslagene om sagførervæsenet, tvangsauktioner (1889-90), bidrag til kommunerne af statskassen, søretter, jagten m.m. Han blev 1890 Ridder af Dannebrog og 1900 Dannebrogsmand.
Høst ægtede 1867 Beate Albertine Sporon Fiedler, datter af birkedommer Harald Valdemar Fiedler.